# Neil Finn
Neil Finn (ur. 27 maja 1958 w Te Awamutu) – nowozelandzki muzyk, lider rockowego zespołu Crowded House. Wcześniej, członek nowozelandzkiej grupy Split Enz. Znany również ze swoich solowych dokonań.
W 2012 roku wykonał piosenkę Song of the Lonely Mountain promującą film Hobbit: Niezwykła podróż, do której też skomponował muzykę. 9 kwietnia 2018 został członkiem grupy Fleetwood Mac.
Odznaczony Orderem Imperium Brytyjskiego IV klasy (OBE).